# Fiat Uno
Fiat Uno är en personbil i poloklassen producerad av den italienska tillverkaren Fiat.

## Fiat Uno (1983-2013)
Fiat Uno, eller "ettan", presenterades 1983 som en småbilsutmanare och ersättare för Fiat 127. Namnet syftade på att bilen skulle bli den mest sålda småbilen i Europa, något som lyckades då bilen var den mest sålda flera år i rad.
1984 utnämndes den till Årets bil. Uno ritades av Giorgetto Giugiaro på Italdesign och anknöt formmässigt till den fyrkantiga Fiat Panda från 1980. Designen var nyskapande såtillvida att Fiat bröt trenden med allt lägre bilar och istället byggde mer på höjden. Resultatet blev bättre utrymmen. Grillen bar Fiats signum under 1980-talet; de snedställda ribborna. 
Uno fanns i 3- och 5-dörrarsversioner samt som 4-dörrars sedan och 5-dörrars kombi, kallad Fiat Duna, som dock inte såldes i Sverige. En mängd motorer fanns att välja på. I Sverige var 45, 55, 60 och 70 hk vanligast. Cylindervolymen var mellan 0,9 och 1,3 liter. Det fanns på senare modeller även en 1,5-liters katalysatormotor på 75 hk i modellen 75 SX med centrallås, elektriska fönsterhissar och digitala mätare. 
Starkast var Uno Turbo med 100 hk, vilket gav den 800 kg lätta bilen ansenliga prestanda. 1990 fick modellen en ansiktslyftning och samma år vann Fiat Uno Turbo ett "busbilstest" i Teknikens Värld. Cemoni Ohlsson körde framgångsrikt rally med en Uno Turbo.
De olika motorerna är av tre typer: Den minsta som ej såldes i Sverige var den gamla stötstångsmotorn från Fiat 127. Den ersattes av den välkända FIRE-motorn 1985, vilken också såldes i Sverige som 1,0 liter (1,1 liter fanns också). Alla andra motorer (1,1, 1,3, 1,4 och 1,5 liter) är varianter på Fiats enkelkammotor som debuterade i slutet på 60-talet i Fiat 128.
Uno ersattes 1994 av Fiat Punto, men tillverkades vidare i Polen och såldes på vissa marknader. I Brasilien tillverkades den under namnet Fiat Mille med etanolmotor som tillval.
Fiat Uno var en av Europas mest säljande bilar under 1980-talet och sålde hyggligt i Sverige också.

### Bilder

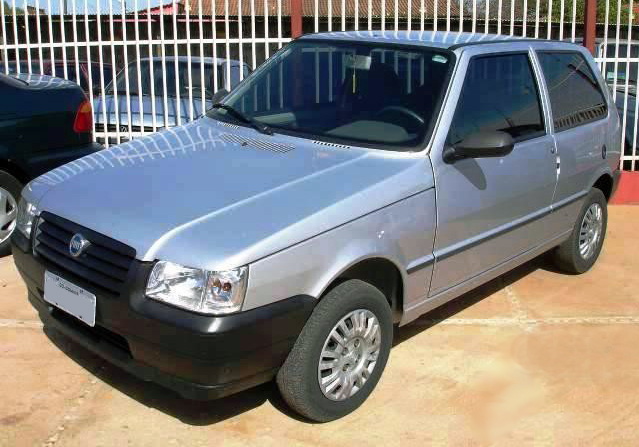
Fiat Mille
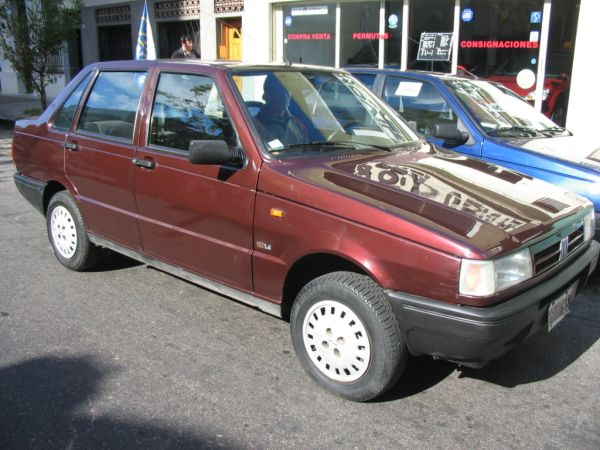
Fiat Duna
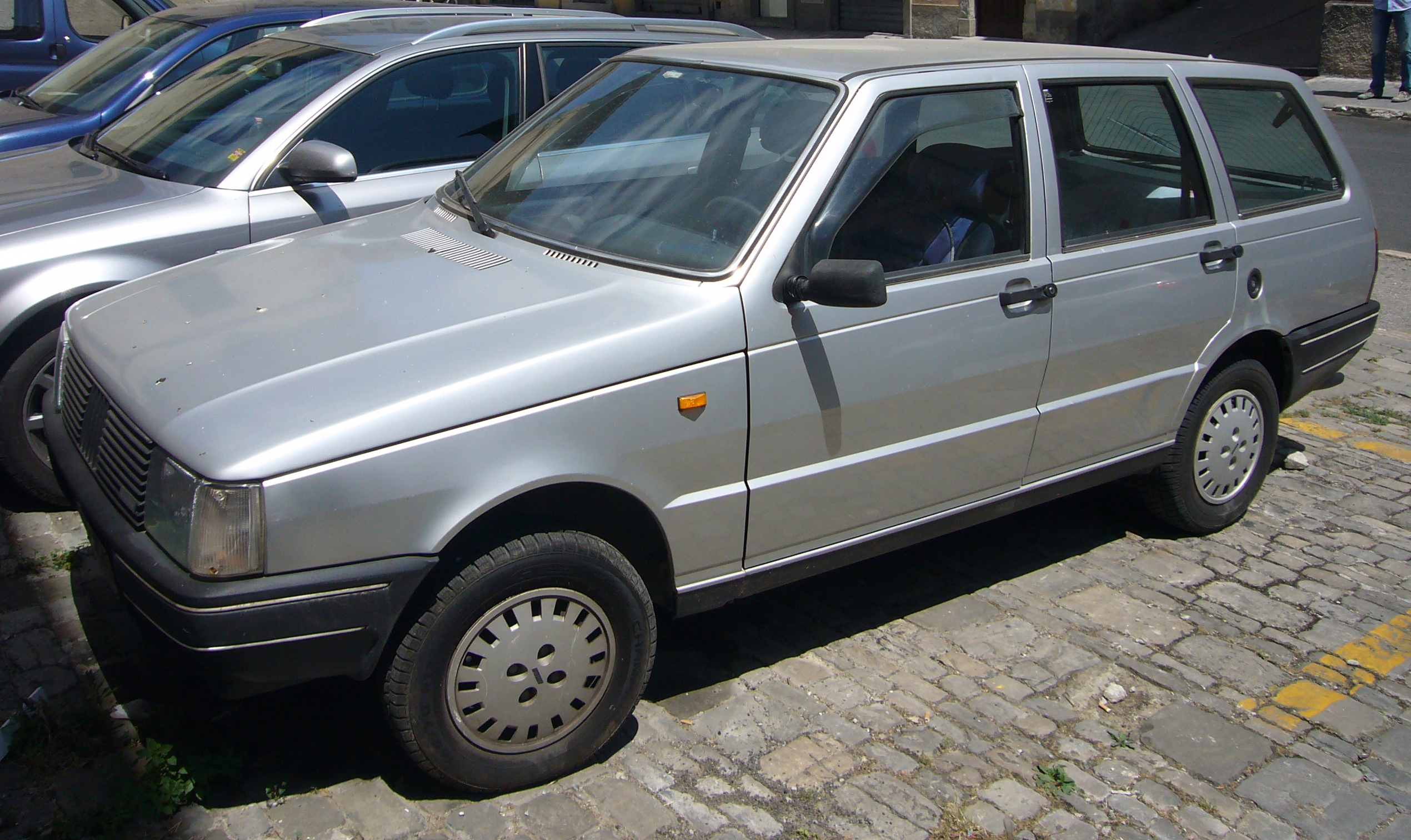
Fiat Duna Weekend

## Fiat Novo Uno (2010-21)
I maj 2010 presenterade Fiats brasilianska dotterbolag en ny generation Uno, baserad på Pandan.